# Acidente da MIAT Mongolian Airlines em 1998
O acidente da MIAT Mongolian Airlines em 1998 foi um voo doméstico que caiu em 26 de maio de 1998, matando todos a bordo. O voo partiu do Aeroporto de Erdenet aproximadamente às 09:17 em um voo para Mörön, na Mongólia, com 26 passageiros e 2 tripulantes. Aproximadamente 13 minutos após a decolagem, enquanto o avião subia à altitude de cruzeiro, ele atingiu o topo de uma montanha de 6.500 pés, matando todos os passageiros e tripulantes. Dos 26 passageiros, 14 eram adultos e 12 crianças.

## Aeronave
O Harbin Y-12, prefixo JU-1017, voou pela primeira vez em 1992. A aeronave foi projetada para acomodar apenas 19 passageiros, mas um representante do governo disse que o avião não estava sobrecarregado.